# اچ‌ام‌اس نیوکاسل (۱۹۰۹)
اچ‌ام‌اس نیوکاسل (۱۹۰۹) (به انگلیسی: HMS Newcastle (1909)) یک کشتی بود که طول آن ۴۵۳ فوت (۱۳۸ متر) بود. این کشتی در سال ۱۹۰۹ ساخته شد.